# Hôtel La Valencia
Pour les articles homonymes, voir Valencia.
L'hôtel La Valencia (en anglais : La Valencia Hotel) est un hôtel américain situé à San Diego, en Californie. Ouvert en 1926, cet établissement du quartier de La Jolla est un San Diego Historical Landmark depuis le 14 janvier 1987. Il est membre des Historic Hotels of America depuis 1989 et des Historic Hotels Worldwide depuis 2016.